# Działoszyce
Działoszyce là một thị trấn thuộc huyện Pińczowski, tỉnh Świętokrzyskie ở trung tâm Ba Lan. Thị trấn có diện tích 2 km². Đến ngày 1 tháng 1 năm 2011, dân số của thị trấn là 991 người và mật độ 516 người/km².